# R&S Records
 (mars 2023).
R&S Records est un label musical belge indépendant, fondé en 1984 à Gand en Belgique et désormais basé à Londres au Royaume-Uni, connu pour avoir découvert un certain nombre d'artistes de musique électronique. Il représente les initiales de Renaat Vandepapeliere & Sabine Maes, le couple fondateur du label. Le label s'appelait à l'origine Milos Music Belgium mais un seul morceau fut enregistré sur celui-ci. À la fin des années 1980 
Renaat Vandepapeliere s'est inspirée de la scène New beat.
R&S doit en partie sa notoriété au morceau Plastic Dreams de Jaydee sorti en 1992 en Belgique et en 1993 au Royaume-Uni, encore considéré aujourd'hui comme l'un des piliers de la house music.

## Production

### Artistes notables
| - 69 - Afriqua - Dave Angel - Aphex Twin - Joey Beltram - John Beltran - James Blake - Blawan - Biosphere - CJ Bolland - Cabaret Voltaire - Capricorn - DJ Hell - DJ Krush - Djrum - Electrotete - Fingers Inc. - Future Sound Of London - Ken Ishii - Nicolas Jaar - Jam & Spoon - Jaydee - Kenny Larkin - Lone - Derrick May - Model 500 - µ-Ziq - Phuture - Praga Khan - Silent Phase - Sun Electric - System 7 - Tale Of Us - Paula Temple - Voodoo Child - WestBam - Josh Wink |

### Sous-labels
- Apollo Records
- ETC
- Global Cuts
- Labirynt Records
- R&S Laboratories